# Gmina High Point (Iowa)

Położenie Gminy High Point w hrabstwie Decatur

Gmina High Point (ang. High Point Township) – gmina w USA, w stanie Iowa, w hrabstwie Decatur. Według danych z 2000 roku gmina miała 169 mieszkańców, a jej powierzchnia wynosi 94,37 km².